# Liste der Kulturdenkmäler in Kinheim
In der Liste der Kulturdenkmäler in Kinheim sind alle Kulturdenkmäler der rheinland-pfälzischen Ortsgemeinde Kinheim einschließlich des Ortsteils Kindel aufgeführt. Grundlage ist die Denkmalliste des Landes Rheinland-Pfalz (Stand: 10. August 2023).

## Einzeldenkmäler
| Bezeichnung                        | Lage                                             | Baujahr                            | Beschreibung | Bild                           |
| ---------------------------------- | ------------------------------------------------ | ---------------------------------- | --- | ------------------------------ |
| Wohnhaus                           | Kinheim, Am Ehrenmal 5 Lage                      | um 1905                            | späthistoristischer Seitenflügel eines Winzeranwesens, um 1905                                                                  | Fotos hochladen                |
| Katholische Pfarrkirche St. Martin | Kinheim, Burgstraße 2 Lage                       | 1825–27                            | klassizistischer Saalbau, 1825–27                                                                                               | weitere Bilder Fotos hochladen |
| Missionskreuz                      | Kinheim, Burgstraße, bei Nr. 2 Lage              |                                    | Holz, bezeichnet 1860 | BW                             |
| Kriegerdenkmal                     | Kinheim, Burgstraße, bei Nr. 2 Lage              | 1920er oder 1930er Jahre           | Kriegerdenkmal 1914/18 | Fotos hochladen                |
| Wohnhaus                           | Kinheim, Burgstraße 3/5 Lage                     | frühes 18. Jahrhundert             | Fachwerkhaus, teilweise massiv oder verputzt, bezeichnet 1830, im Kern aus dem frühen 18. Jahrhundert                           | Fotos hochladen                |
| Wohnhaus                           | Kinheim, Burgstraße 11 Lage                      | 1626                               | Fachwerkhaus, teilweise massiv, angeblich von 1626                                                                              | Fotos hochladen                |
| Wohnhaus                           | Kinheim, Burgstraße 13 Lage                      | 1683                               | Fachwerkhaus, teilweise massiv, bezeichnet 1683 und 1869                                                                        | Fotos hochladen                |
| Wohnhaus                           | Kinheim, Burgstraße 14 Lage                      |                                    | stattlicher Massivbau, verschieferter Fachwerkgiebel                                                                            | Fotos hochladen                |
| Wohnhaus                           | Kinheim, Burgstraße 15 Lage                      | 1681                               | Fachwerkhaus, teilweise massiv, angeblich von 1681                                                                              | Fotos hochladen                |
| Wohnhaus                           | Kinheim, Burgstraße 47 Lage                      | 18. Jahrhundert                    | ehemaliges Winzerhaus; hochgesockelter barocker Putzbau, teilweise mit Metallsprossenfenstern, 18. Jahrhundert; mit Ausstattung | Fotos hochladen                |
| Wohnhaus                           | Kinheim, Burgstraße 48 Lage                      | 1668                               | Fachwerkhaus, teilweise massiv oder verputzt, bezeichnet 1668                                                                   | Fotos hochladen                |
| Burg Kinheim                       | Kinheim, Burgstraße, in Nr. 52 und 54 Lage       | 12. Jahrhundert                    | in beiden Häusern Reste der Burg der Herren von Kinheim, dazwischen viergeschossiger Torturm                                    | Fotos hochladen                |
| Hofanlage                          | Kinheim, Burgstraße 69 Lage                      | 18. Jahrhundert                    | ehemals Teil des Echternacher Hofes; langgestreckter Bau, im Torbogen Abtswappen, 18. Jahrhundert, im Kern eventuell älter      | Fotos hochladen                |
| Wohnhaus                           | Kinheim, Burgstraße 71 Lage                      | 1691                               | Fachwerkhaus, teilweise massiv, bezeichnet 1800 und 91 (wohl 1691), (Das Bild zeigt die Rückseite)                              | Fotos hochladen                |
| Bildstock                          | Kinheim, Burgstraße, an Nr. 73 Lage              | 18. Jahrhundert                    | barocker Kreuzigungsbildstock                                                                                                   | BW                             |
| Hofanlage                          | Kinheim, Echternacher Straße 2 Lage              | 18. Jahrhundert                    | ehemals Teil des Echternacher Hofes; Wohnhaus, 18. Jahrhundert, Mansarddach-Scheune                                             | Fotos hochladen                |
| Grafenhof                          | Kinheim, Graf-Spee-Straße 3/5 Lage               | um 1700                            | ehemaliger herrschaftlicher Hof; mächtiger Krüppelwalmdachbau; Torbogen mit Wappenkartusche, wohl um 1700                       | Fotos hochladen                |
| Heiligenhäuschen                   | Kinheim, Kröver Straße Lage                      | 1654                               | Putzbau, Nischenrelief, bezeichnet 1654; Kreuzigungsbildstock, bezeichnet 1748                                                  | BW                             |
| Marienkapelle                      | Kinheim, nördlich des Ortes an der K 62 Lage     | zweite Hälfte des 19. Jahrhunderts | zweiachsiger Putzbau, zweite Hälfte des 19. Jahrhunderts                                                                        | BW                             |
| Bildstock                          | Kinheim, nordwestlich des Ortes an der L 57 Lage | 1748                               | Kreuzigungsbildstock; barock, bezeichnet 1748                                                                                   | BW                             |
| Wohnhaus                           | Kindel, Schiffergasse 16 Lage                    | 17. oder 18. Jahrhundert           | Fachwerkhaus, teilweise massiv, bezeichnet 1826, im Kern wohl aus dem 17. oder 18. Jahrhundert                                  | BW                             |